# Challenge Cup 2022/23 (Männer)
Die Volleyball-Saison 2022/23 des Challenge Cups der Männer wurde vom 11. Oktober 2022 bis zum 15. März 2023 ausgetragen. Sieger wurde Olympiakos Piräus aus Griechenland in den Finalspielen gegen Maccabi Tel Aviv aus Israel.